# Савваитов, Павел Иванович
Па́вел Ива́нович Савваи́тов (15 [27] февраля 1815, Вологда — 12 [24] июля 1895, Санкт-Петербург) — российский археолог, историк и археограф. Член-корреспондент Петербургской Академии наук (1872). Действительный статский советник (1864).

## Биография
Родился 15 (27) февраля 1815 года в Вологде в семье священника Вологодского кафедрального собора. Воспитанник Вологодской духовной семинарии и Санкт-Петербургской духовной академии (1837). В обоих учебных заведениях был лучшим учеником; из академии был выпущен со степенью магистра богословия, присужденной за сочинение «О древней иудейской синагоге»; был назначен в Вологодскую семинарию профессором философии.
В 1842 году, по рекомендации М. П. Погодина он был переведён в Санкт-Петербургскую духовную семинарию, на кафедру патристики и герменевтики; с 1853 года он также преподавал в семинарии статистику русского раскола; также, почти двенадцать лет он исполнял должность библиотекаря семинарии. Ещё он преподавал русский язык и словесность в Павловском кадетском корпусе, в Коммерческом училище и Школе гвардейских подпрапорщиков, с 1862 по 1864 год Павел Иванович был наставником-наблюдателем по русской литературе в 1-м Павловском военном училище.
В 1868 году П. И. Савваитов вышел в отставку.
Умер в Санкт-Петербурге 12 (24) июля 1895 года; похоронен на Никольском кладбище Александро-Невской Лавры.

## Научная деятельность
Уже в начале своей преподавательской деятельности, после знакомства в 1841 году с М. П. Погодиным и собирателем «Сказаний русского народа» И. П. Сахаровым, П. И. Савваитов занялся собиранием вологодских песен, изучением наречий зырянского языка и описанием замечательнейших монастырей Вологодской губернии. В журнале Погодина «Москвитянин» появились его первые публикации: ряд вологодских песен (с предисловием и объяснениями), «Дорожные заметки из Вологды до Устюга», «Сведения об Усть-Сысольском уезде», «О Вологодских церковных древностях». Многочисленные статьи его, посвящённые преимущественно объяснениям старины и русских древностей, и характеристике замечательных русских людей, печатались в «Москвитянине», «Русском архиве», «Русской старине», «Записках Императорского Русского археологического общества» и многих других изданиях.
В 1844 году появился один из его главных трудов — «Библейская герменевтика», выдержавшая несколько изданий, а третье издание было принято как руководство по классу герменевтики в духовных учебных заведениях. С. М. Сольский писал:
«Важная заслуга этого руководства состоит и в том, что в нем исчислены и поименованы важнейшие экзегетические пособия и толкования на книги Священного Писания, изданные древними и позднейшими западными толковниками».
Под наблюдением Савваитова было положено начало изданию «Великих Миней-Четьих», собранных митрополитом Макарием, и новгородских писцовых книг, воспроизведён светопечатью харатейный список Новгородской летописи и приготовлен к изданию старейший из памятников новгородских летописей — «Временник, еже есть нарицается летописание князей земли русския».
Савваитов был членом Археографической комиссии, членом Археологического, Вольно-экономического, Географического обществ, Общества истории и древностей российских, Королевского общества антиквариев в Копенгагене, членом Комиссии для разбора дел Синодального архива. Он принимал деятельное участие в организации и открытии Императорского общества любителей древнерусской письменности. С 1873 года П. И. Савваитов состоял членом-корреспондентом академии наук по отделению русского языка и словесности, был почётным членом Санкт-Петербургской духовной академии, а с 1884 года — почётным членом Московской духовной академии.

## Труды
Наиболее ценный труд Савваитова — «Описание старинных царских утварей, одежд, оружия, ратных доспехов и конского прибора», извлечённое из рукописей архива московской Оружейной палаты, с объяснительным указателем и 12 таблицами рисунков (1-е изд. 1865, 2-е 1896). Павел Савваитов Репринтное воспроизведение издания 1896 г.
Его издание «Путешествия новгородского архиепископа Антония в Царьград в конце XII ст., с предисловием и примечаниями» (Санкт-Петербург, 1872) отличается большой полнотой.
Важное значение имеют также его: «Объяснение книг Св. Писания», «Грамматика зырянского языка» и «Зыряно-русский словарь» (Санкт-Петербург, 1850), за которые Савваитов удостоен Демидовской премии, и несколько описаний монастырей Вологодской губернии.
также
- Адмирал, сенатор Семен Афанасьевич Пустошкин. — СПб.: тип. Я. Трея, 1853. — 97 с.
- Взятие Анапы эскадрой Черноморского флота, под командою контр-адмирала С. А. Пустошкина в 1807 году на сайте «Руниверс»

### Печатные труды
- Адмирал, сенатор Семен Афанасьевич Пустошкин: Жизнеописание. – СПб.: Тип. Трея, 1853. – 97 с, 1л. портр.
- Библейская герменевтика. – СПб.: Тип. Трея, 1859. – 144 с.
- Библейская герменевтика, или Толковательное богословие. – СПб.: Тип. Иогансона, 1844. – 171 с.
- Взятие Анапы эскадрою Черноморского флота под командою контр-адмирала С.А. Пустошкина в 1807 году. – СПб.: Тип. воен.-учеб. заведений, 1851. –28 с.
- Грамматика зырянского языка. -СПб.: Тип. Имп. Акад. наук, 1849. – X, 170 с, 3 л. факс.
  - То же. – 1850. -X, 169 с, 3 л. факс.
- Граф Алексей Андреевич Аракчеев: Рассказы из его жизни // Рус старина. – 1872. -Т. 5. – С. 470–472.
- Для биографии И.П. Сахарова // Рус. архив. – 1873. – Кн. 1. – С. 897–1017.
- Заботы императора Николая Павловича о сохранении памятников отечественных древностей и старины // Рус. старина. – 1877. – Т. 19. – С. 148–154.
- Зыряно-русский и русско-зырянский словарь. – СПб.: Тип. Имп. Акад. наук, 1849. – VI, 497 с.
  - То же. – 1850.
- Известие об издании источников для канонического права Греко-Восточной Церкви. – СПб., 1855. – 5 с. – Перепеч. из: Учен. зап. Акад. наук по 1-му и 3-му Отд-ниям. – Т. 3. – С. 251– 255.
- К истории сношений России с Черногориею при Петре Великом // Рус. архив. – 1875. – Кн. 3.
- Летописный указатель к описанию Новгородского Софийского собора // Соловьев П.И. (1798–1872). Описание Новгородского Софийского собора. -СПб., 1858.
- Материалы для биографии М.М. Сперанского // Москвитянин. – 1955. – № 3.
- Мысли Иннокентия, архиепископа Херсонского, о Российском Библейском обществе // Утро. – 1868.
- Начало и распространение христианства в пределах Вологодской епархии: Учреждение Вологодской епархии. – СПб., 1858.– 16 с.
- Несколько примечаний к «Обзору русской духовной литературы» // Изв. из: Отд-ние рус. яз. и словесности. Имп. Акад. наук. – 1857. -Т. 6.
- Неудавшееся посольство русского православного епископа (Иннокентия Кульчицкого) в Китай. – СПб.: Тип. журн. «Странник», Ценз. 1873. – 25 с. – Отт. из: Странник. –1873.
  - То же. – 1874.
- О зырянских деревянных календарях и о пермской азбуке, изобретенной святым Стефаном. – М.: Синод, тип., 1873. – 16 с: ил. – Перепеч. из: Тр. 1-го Археол. съезда в Москве.
  - То же. – 1874.
- О Книге Иова // Духов, беседа. – 1861. – № 13.
- О предике Вологодского епископа Амвросия Юшкевича на бракосочетание принцессы Анны Леопольдовны с герцогом Антоном-Ульрихом // Рус. архив. – 1871. – Кн. 1. – С. 193–200.
- Об издании Остромирова Евангелия и о содействии Московского митрополита Филарета выпуску в свет этого издания. – М.: Тип. Снегирева, 1884. – 50 с. – Из: Чтения в О-ве любителей духов, просвещения.
- Обозрение Киевской, Подольской и Волынской губерний за 12 лет Бибиковского управления (1838–1850) // Рус. архив. - 1884. – Кн. 3. – С. 7–42.
- Описание Велико-Устюжского Архангельского и приписного к нему Троицкого Гледенского монастырей. – СПб.: Тип. кн. маг. Крашенинникова, 1848. – 63 с.
- Описание Вологодского Духова монастыря, составленное в 1860 году П. Савваитовым, исправленное и дополненное в 1885 году Н. Суворовым. – Вологда: Тип. Цветова, 1912. – 90, 11 с.
- Описание Вологодского Спасо-Каменского Духова монастыря. – СПб.: Тип. Трея, 1860. – 65 с.
  - То же. – Вологда, 1885.–45 с.
  - То же. – Вологда: Тип. Панова, 1906. – 46 с.
- Описание Вологодского Спасо-Прилуцкого монастыря. – СПб.: Тип. Штаба Отд. корпуса, 1844. – 48 с.
  - То же. – Вологда: Тип. Губ. правл., 1884. – 52 с. То же. – 3-е изд., испр. и доп. Н. Суворовым. – Вологда: Тип. Губ. правл., 1902. – 57 с, 4 л. ил.
  - То же. – 4-е изд. – Вологда: Тип. Цветова, 1914. – 75 с.
- Описание Семигородной Успенской Пустыни и упраздненного Катромского Николаевского монастыря. – СПб.: Тип. Трея. 1856.– 51 с.
  - То же. – 2-е изд., испр. и доп. – Вологда: Тип. Губ. правл., 1870.– 47 с.
  - То же. – 3-е изд., испр. и доп. – 1881. – 42 с.
- Описание старинных русских утварей, одежд, оружия, ратных доспехов и конского прибора, в азбучном порядке расположенное. – СПб., 1896. – 11, 184 с, 16 л. ил.
  - То же. – 2-е изд. – СПб.: Рус. археол. о-во, 1896. – II, 184 с, 15 л. ил.
- Описание старинных царских утварей, одежд, ратных доспехов и конского прибора, извлеченное из рукописей архива Московской Оружейной палаты: С объясн. указ. – СПб.: Тип. Имп. Акад. наук, 1865. – 351 с, 12 л. ил.
- Описание Тотемского Спасо-Суморина монастыря и приписной к нему Дедовской Троицкой Пустыни. – СПб.: Тип. Трея, 1850.– 53 с.
  - То же. – 2-е изд., пересмотр, и доп. в 1896 г. Н. Суворовым. – Вологда, 1896. – 54 с.
  - То же. – Вологда: Тип. т-ва «Знаменский и Цветов», 1911. – 55 с.
- Оружейная палата Кирилло-Белозерского монастыря по описным книгам 1668 года. – СПб.: Тип. Трея, 1851. – 45 с.
- Ответ А.И. Соболевскому по поводу замечаний его об Издании Первой Новгородской летописи. – СПб.: Тип. Балашова, ^1889. – 7 с. – Извлеч. из: Журнал М-ва нар. просвещения. - 1889. – Сент.
- Отзыв действительного члена П. И. Савваитова о труде Е.В. Барсова «Причитания Северного края». – СПб.: Тип. Безобразова, 1882. – 6 с.
- Отзыв о сочинении И.П. Калинского «Церковно-народный месяцеслов на Руси». – СПб.: Тип. Безобразова, 1877. – 8 с. – Отт. из: Отчет Рус. географ, о-ва за 1876 г. – СПб., 1877.
- Православное учение о способе толкования Священного Писания. – СПб.: Тип. Трея, 1857. – VIII, 162 с.
- Преосвященный Амвросий Орнатский, епископ Пензенский и Саратовский: Виогр. и библиогр. очерк. – 2-е изд. – СПб.: Тип. журн. «Странник», 1869. – 17 с.
- Разбор труда В.И. Даля «Толковый словарь живого великорусского языка» // Зап. Имп. рус. географ, о-ва. – 1863. – Кн.1.
- Святой Климент, епископ Римский: Патрологический опыт. – СПб.: Тип. Трея, 1852. – 31 с.
- Священное Писание: Записки, составленные проф. С.-Петербургской Духовной семинарии Павлом Ивановичем Сав-ваитовым. – СПб., 1876. – 92 с. – Литогр.
- Современное известие о делах под Москвою в сентябре 1611 года. – СПб., 1855. – 3 с.
- Строгановские вклады в Сольвычегодский Благовещенский собор по надписям на них: С прил. соборной описи 1579 г. – СПб.: ОЛДП, 1866. – 120 с: ил. – (Памятники древней письменности и искусства. – Вып. 61).
  - То же. – СПб.: Тип. Траншеля, 1886. – 119 с. – Без указания серии.
- Три записки Иннокентия Таврического // Рус. архив. – 1867.– С. 1329–1341.
- Чудный крест в Старой Руссе. – СПб.: Тип. Имп. Акад. наук, 1873. – 6 с. – Отт. из: Изв. Рус. археол. о-ва. –1877. -Т. 8, вып. 1.

### Издания, редакция
- Акты Спасо-Каменского монастыря. 1545–1698 гг. / Летопись занятий Археогр. комиссии. – Вып. 3.
- Великие Минеи Четьи: Сентябрь, дни 1–13. – СПб., 1868.
- Великие Минеи Четьи: Сентябрь, дни 14–24. – СПб., 1869.
- Великие Минеи Четьи: Сентябрь, дни 25–30. – СПб., 1883.
- Временник, еже есть нарицается летописание князей земля русский, и како избрал Бог страну нашу на последнее время, и грады почаша бывати по местом, преже новгородская волость и потом киевская, и о поставлении Киева, како во имя назвася Кыев. – СПб., 1887.
- Новгородские писцовые книги, изданные Археографическою комиссией.: Т. 1–6 / Ред. – СПб.: Тип. Безобразова, 1859– 1862.
- Новый Завет Господа нашего Иисуса Христа на греческом и славянском языках. – 1861.
- Путешествие Новгородского архиепископа Антония в Царьград в конце 12 столетия / С предисл. и примеч. – СПб., 1872. – 188 стлб., 1 л. факс.
- Сказания о земной жизни Пресвятой Богородицы, с изложением учения Церкви о Ней, преобразований и пророчеств, относящихся к Ней, и чудес Ея, на основании Священного Писания, свидетельств св. Отцев и церковных преданий. – СПб.: Рус. на Афоне Пантелеймонов монастырь, 1869. – 304, 101 с, 15 л. ил.
  - То же. – 2-е изд. – 1870. – 290, 117 с, 14 л. ил.
  - То же. – 3-е изд. – М., 1878. – 289 с, 14 л. ил.
  - То же. – 4-е изд. – М.: Типо-лит. Ефимова, 1880. – 293 с, 14 л. ил.
  - То же. – 5-е изд., испр. и доп. – 1888. – 317 с, 14 л. ил.
  - То же. – 6-е изд., испр. и доп. – 1891. – 352 с, 14 л. ил.
  - То же. – 7-е изд., испр. и доп. – 1897. – 374 с, 17 л. ил.
  - То же. – 8-е изд., испр. и доп. – 1904. – 378 с, 18 л. ил. Примечание: Последние четыре издания переработаны СИ. Пономаревым.
- Чин поставления на великое княжество князя Димитрия Иоанновича, внука великого князя Иоанна III Васильевича: По спискам Новгородской Софийской и Публичной библиотек. СПб.: Тип. Траншеля, 1865. – 17 с.

## Награды
- орден Св. Анны 3-й ст. (1851)
- орден Св. Анны 2-й ст. (1853)
- орден Св. Станислава 2-й ст. с императорской короной (1861)
- орден Св. Владимира 3-й ст. (1865)
- орден Св. Станислава 1-й ст. (1870)
- орден Св. Анны 1-й ст. (1874)
- орден Св. Владимира 2-й ст. (1886)
- знак отличия беспорочной службы L лет